# Pyracmon sepiellus
Pyracmon sepiellus är en stekelart som först beskrevs av Holmgren 1860.  Pyracmon sepiellus ingår i släktet Pyracmon och familjen brokparasitsteklar. Inga underarter finns listade i Catalogue of Life.